# Roseta (botànica)

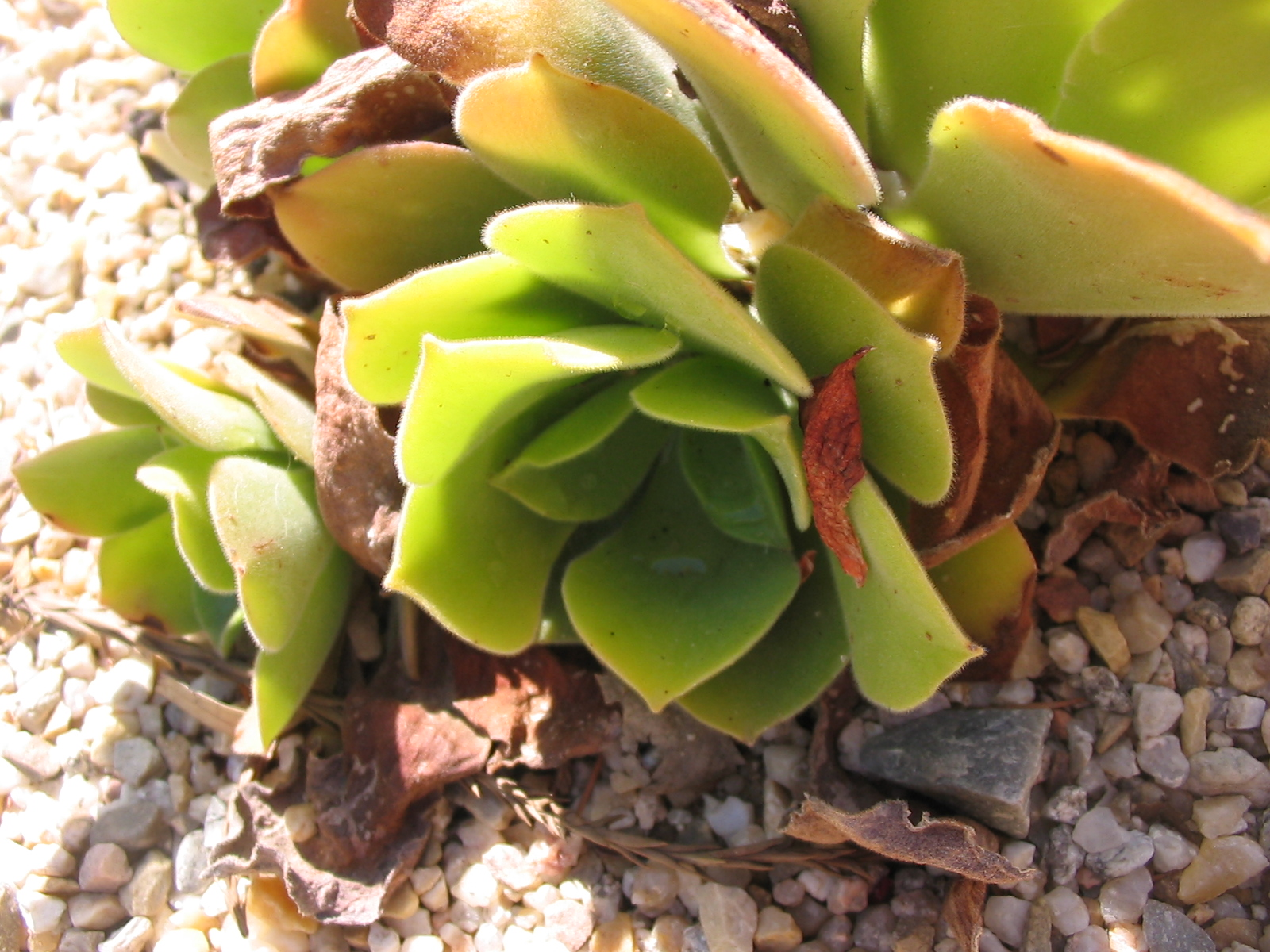
Una crasulàcea, Aeonium palmense, amb les fulles en forma de roseta.

En botànica, una roseta és una disposició circular de fulles en les quals totes es troben a la mateixa altura. Moltes plantes perennes aparentment caducifòlies mantenen una roseta basal, és a dir, situada arran de terra, durant l'hivern. Les formacions en roseta són típiques de nombroses famílies botàniques, i especialment comunes en les asteràcies i les brassicàcies. Algunes crassulàcies tenen una distintiva forma de roseta de fulles suculentes.